# Dick Annegarn
Dick Annegarn (Den Haag, 9 mei 1952) is een voornamelijk in België en Frankrijk bekende chansonnier.

## Jeugd
Toen Annegarn zes jaar was, verhuisden zijn ouders naar Brussel, waar zijn vader een baan kreeg bij de toen net opgerichte Europese Economische Gemeenschap (EEG). Hier kreeg hij onderwijs op de Europese School.
Hoewel er in het Nederlands onderwijs gegeven werd, was de voertaal daarbuiten Frans.
Op de gitaar van zijn broer leerde hij zelf spelen.
Annegarn schreef zich in op de Landbouwhogeschool in Leuven, maar gaf zijn studie op voor de muziek en vertrok in 1972 naar Parijs. In Frankrijk dacht men vanwege deze achtergrond vaak dat Annegarn Belg was.

## Carrière

### Beginjaren
De beroemde Franse chansonnière Mireille Hartuch ontdekte hem, en nodigde Annegarn uit op haar "Petit Conservatoire de Mireille".

Annegarn is al snel het Parijse leven moe en overweegt naar Brussel terug te keren. Hij schrijft daarover het later bekend geworden lied "Bruxelles"".

Jacques Bedos, artdirector bij Polydor, haalt hem in december 1973 over in Frankrijk zijn eerste album op te nemen : "Sacré Géranium".

"Bruxelles" komt op single uit.
In 1974 debuteert Annegarn in het Parijse Olympia-theater.
In januari 1975 komt zijn tweede album "Je toi voir" uit, gevolgd door "Mireille" in september 1975.

In de jaren daarna tourde Annegarn door Frankrijk en Canada en bracht nog diverse albums uit, tot hij in 1978 zijn vertrek uit de muziekwereld aankondigt.

### Teruggetrokken
Annegarn trok zich terug op een binnenschip in Noisy-le-Grand, een gemeente ten oosten van Parijs, waar hij intensief deelnam aan het gemeenschapsleven.
Hij maakte lange reizen door Noord-Afrika en naar Cambodja. Incidenteel trad hij nog op.

### Weer in de muziek
In 1985 werd het album "Frères" uitgebracht, waarop Annegard begeleid werd door accordeonist Richard Galliano.Op dit album staat Annegarns enige Nederlandse compositie "De Tuinman". Er volgen meerdere albums en muziek wordt weer zijn hoofdactiviteit. In 1997 tekent Annegard een contract bij het Franse label "Tôt ou tard", waarvoor hij de albums "Approche-toi" in 1997 ,"Adieu Verdure" (waarop Leadbelly's song "Keep your hands off her") en het livealbum "Au cirque d'hiver" in 1999 opneemt. 
Annegarn blijft tot 2014 albums voor dit label maken, waaronder het album "Folk Talk", met alleen Engelstalige 'classics' als "House of the Rising Sun", "Love me Tender", "Fever" e.a. Op dit album wordt meegespeeld door de Franse violist Freddy Koella (Mink de Ville, Bob Dylan).
In 2016 stapt Annegarn over naar het label "Musique Sauvage", waar het album "Twist" uitkomt, gevolgd door in 2018 "12 Villes, 12 Chansons".

## Overig
Bij uitgeverij "Le Mot et le Reste" is onder de titel "Paroles" een selectie liedteksten van Annegarn uitgebracht.
Na de aanslagen in Brussel op 22 maart 2016 groeide "Bruxelles" uit tot de hymne die steun bood aan de slachtoffers. Het werd massaal gedeeld op de sociale netwerken, net als de slogan ‘Bruxelles, ma belle’. Op 22 mei 2016 bracht DAAN een cover van dit nummer, in 2017 deed hij dit opnieuw in duet met Dick Annegarn. Ook Angèle bracht in 2016 een versie van dit nummer, als eerbetoon aan de slachtoffers van de aanslagen. 
- Bibliothèque nationale de France: cb12153523d (data)
- Gemeinsame Normdatei: 119067021
- International Standard Name Identifier: 0000 0000 7831 1598
- Library of Congress Control Number: no2011158507
- MusicBrainz: ebfa022f-26e5-4a5b-9c1b-e39226a5d7c5
- SNAC: w6cg2tvz
- Système universitaire de documentation: 077441532
- Virtual International Authority File: 39415464